# Federação Lituana de Futebol

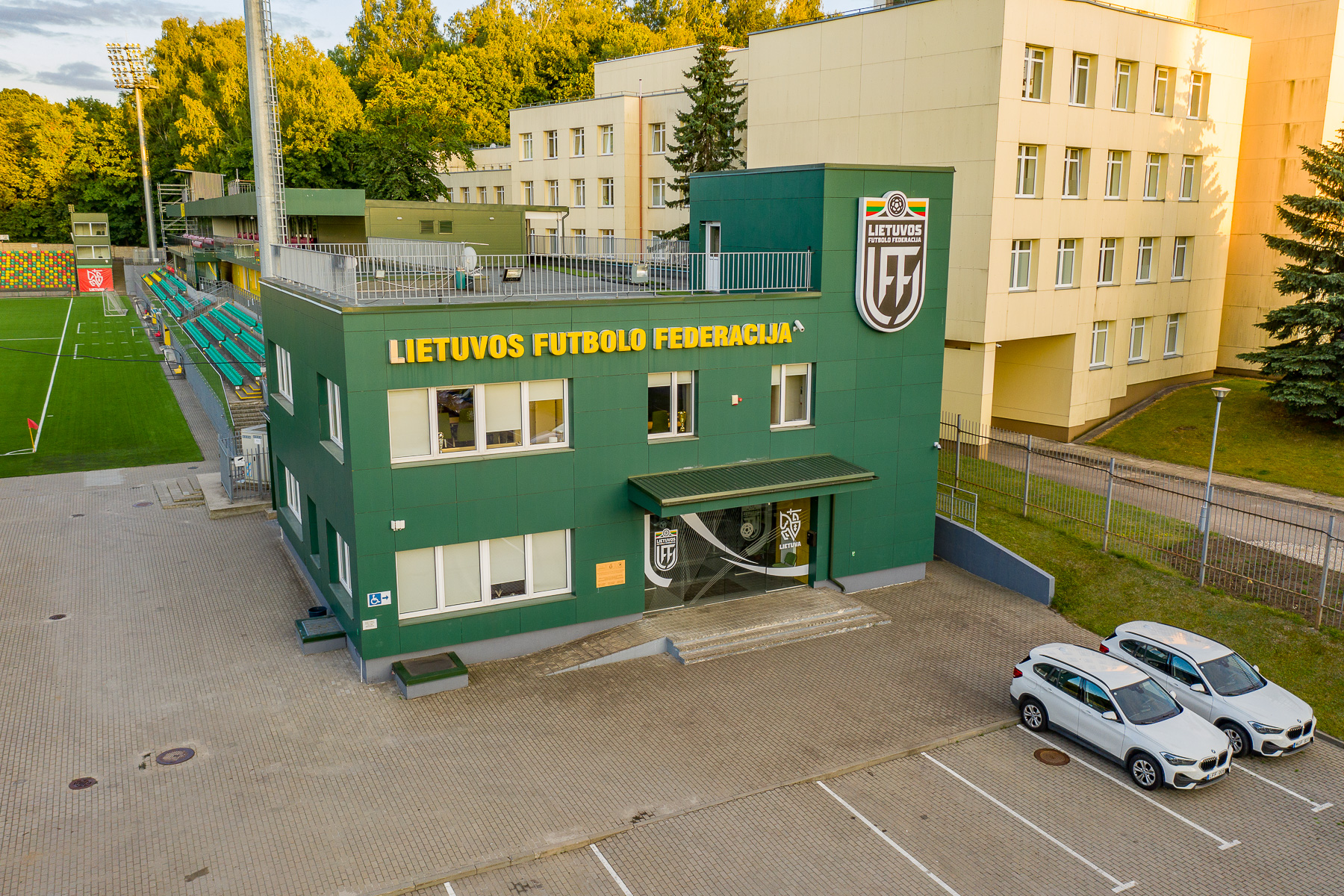

A Federação Lituana de Futebol (em lituano: Lietuvos futbolo rinktinė, LFR) é o órgão que governa o futebol na Lituânia. A entidade é responsável pelo crescimento do futebol no país e pela Seleção Lituana de Futebol. Sediada em Vilnius, a LFF tornou-se um membro da FIFA em 1923, mas com a anexação da Lituânia pela União Soviética foi obrigada a retirar-se da organização, tornando-se membro novamente apenas em 1992, após a independência do país.